# Pizzo Fau, Monte Pomiere, Pizzo Bidi e Serra della Testa
Pizzo Fau, Monte Pomiere, Pizzo Bidi e Serra della Testa este o arie protejată (arie specială de conservare — SAC, sit de importanță comunitară — SCI) din Italia întinsă pe o suprafață de 8.558 ha, integral pe uscat.

## Localizare
Centrul sitului Pizzo Fau, Monte Pomiere, Pizzo Bidi e Serra della Testa este situat la coordonatele 37°55′29″N 14°29′37″E / 37.924722°N 14.493611°E.

## Înființare
Situl Pizzo Fau, Monte Pomiere, Pizzo Bidi e Serra della Testa a fost declarat sit de importanță comunitară în septembrie 1995 pentru a proteja 1 specie de plante și 6 specii de animale. Situl a fost protejat și ca arie specială de conservare în martie 2017.

## Biodiversitate
Situată în ecoregiunea mediteraneană, aria protejată conține 17 habitate naturale: Păduri de fag din Apenini cu Taxus și Ilex, Fânețe de joasă altitudine (Alopecurus pratensis, Sanguisorba officinalis), Galerii de Salix alba și de Populus alba, Pante stâncoase calcaroase cu vegetație casmofită, Lacuri eutrofice naturale cu vegetație de tip Magnopotamion sau Hydrocharition, Păduri de Ilex aquifolium, Păduri de Quercus ilex și Quercus rotundifolia, Pajiști umede mediteraneene cu ierburi înalte de Molinio-Holoschoenion, Grohotișuri termofile și vest-mediteraneene, Păduri panonice-balcanice de stejar turcesc - stejar sesil, Păduri de Castanea sativa, Râuri mediteraneene cu debit intermitent, cu specii de Paspalo-Agrostidion, Păduri de stejar alb estice, Pseudostepă cu ierburi și specii anuale de Thero-Brachypodietea, Păduri mediteraneene de Taxus baccata, Păduri de Quercus suber, Mlaștini alcaline.
La baza desemnării sitului se află mai multe specii protejate:
- plante (1): Leontodon siculus
- păsări (2): gaia roșie (Milvus milvus), viespar (Pernis apivorus)
- nevertebrate (2): Euplagia quadripunctaria, Rosalia alpina
- reptile (2): Emys trinacris, țestoasă bănățeană (Testudo hermanni)

Pe lângă speciile protejate, pe teritoriul sitului au mai fost identificate 46 de specii de plante, 5 specii de păsări, 4 specii de amfibieni, 4 specii de mamifere, 109 specii de nevertebrate, 10 specii de reptile.